# Zlatíčka
Zlatíčka jsou zábavný televizní pořad z produkce TV Nova, který moderoval Petr Nárožný, a později ho vystřídal Václav Postránecký.
Moderátor si vždy pozval známou osobnost jako hosta a čtyři další osoby, které mohly, ale také nemusely být s hostem spřízněny. Poté byla položena otázka, kdo je například hostův životní partner, sourozenec či dítě, a publikum mělo za úkol uhodnout, kdo ze čtyř osob to je. Přičemž host nesměl nikdy zalhat, na rozdíl od ostatních čtyř, kteří měli možnost si vymýšlet. Pokud vybraný pár z publika poté odpověděl správně, získal pár zlatých náušnic. Host si nakonec mohl něco přát, například zazpívat oblíbenou píseň.